# Harfa
Hárfa je prastaro strunsko glasbilo z okrog 45 strunami, trikotnim trupom in pedali.
Spada med najstarejše glasbene instrumente, saj prve oblike v Mezopotamiji in Egiptu najdemo že pred 5000 let pr. n. št. Verjetno je nastala, ko je človek ugotovil, da tetiva loka ob tresenju proizvaja lep ton in so ji dodali še več strun.Omenjena je tudi v Bibliji, antičnih epih in celo na egipčanskih stenskih poslikavah. Danes poznamo koncertne in ljudske harfe, različice slednjih lahko najdemo po vsem svetu. 
Harfa je strunsko glasbilo s 45 do 47 strunami, trikotnim trupom in pedali. Danes razlikujemo koncertno harfo, ki je eno največjih orkestrskih glasbil, ter številne druge ljudske harfe. Pedali imajo poleg osnovnega položaja še dva, od katerih vsak zviša ton strune za polton (ces-c-cis, itd.).
Tako harfo je okrog leta 1810 izpopolnil S. Erard v Parizu.

## Galerija
- Koncertna harfa
- Vijaki za napenjanje strun
- Pedala
- Harfa Layon & Healy